# يارتدال
يارتدال (بالنرويجية: Hjartdal)‏ هي بلدية في مقاطعة تلمارك، النرويج. تعد جزءاً من منطقة شرق تلمارك التقليدية. المركز الإداري للبلدية هي قرية ساولاند.